# Siberische dwergden
Siberische dwergden of Japanse steenden (Pinus pumila) is een soort uit de dennenfamilie (Pinaceae). De plant komt van nature voor in noordoostelijk Azië, waaronder de Japanse Archipel. De struikachtige plant wordt doorgaans 1–3 m hoog. In beschutte valleien kan de plant 4–5 m hoog worden, maar kan deze enkele takken hebben die langer worden en horizontaal over de bodem groeien. De stam heeft aan de basis een doorsnede van 15–18 cm.
De bladeren zijn naaldvormig en staan in groepen van vijf stuks met een lengte van 4–8 cm. De kegels worden 4–7 cm lang en hebben nootachtige pitten (pijnboompitten). De pitten zijn 5–9 mm groot en 4–6 mm breed (1 kg omvat 24.000 pitten). Ze worden geoogst en verspreid door de notenkraker (Nucifraga caryocatactes). De eerste pitten worden aangemaakt als de plant twintig tot dertig jaar oud is. De plant kan elke twee tot vier jaar pitten aanmaken tot deze meer dan 200 jaar oud is. De plant kan ongeveer 250 jaar oud worden.
Het wortelstelsel van de plant wordt aanvankelijk gevormd door spilvormige wortels met horizontale zijwortels. De spilwortel sterft vervolgens af en er ontstaan dan horizontale wortels aan de oppervlakte.

## Verspreiding

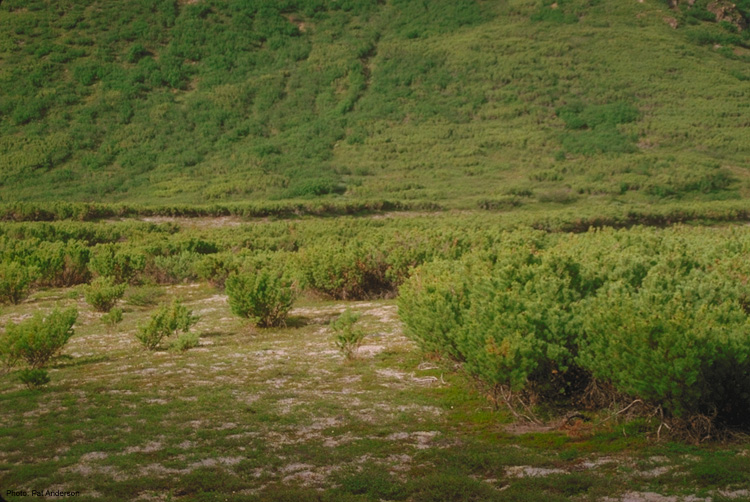
Een naaldstruweel gedomineerd door Siberische dwergden in Siberië.

Het verspreidingsgebied is zeer groot en loopt van de poolcirkel in het noorden (tot 71° noorderbreedte) en de Golf van Anadyr in het noordoosten naar het zuiden. De plant komt voor in de Russische deelgebieden Tsjoekotka, oblast Magadan, kraj Kamtsjatka, oblast Sachalin, oblast Amoer, kraj Chabarovsk en in kleinere hoeveelheden in kraj Primorje. In het Russische Verre Oosten groeit de plant alleen niet op de Komandorski-eilanden en het eiland Atlasov van de Koerilen. In het zuiden van de krajs Chabarovsk en Primorje komt de plant alleen voor in het alpine gedeelte van het gebergte Sichote-Alin. De zuidelijke grens in Rusland loopt over de stroomgebieden van de Oermi, Boereja, Selemdzja, Zeja en verder zigzaggend westwaarts naar het Baikalmeer. In het uiterste zuiden van Rusland, in kraj Primorje in het Partizanengebergte, groeit de plant niet beneden de 900 meter. Wat verder naar het noorden, in het stroomgebied van de benedenloop van de Amoer en langs de Zee van Ochotsk groeit de plant ook in de lagergelegen gebieden, in de moerassige en mossige riviervalleien, rotsachtige plaatsen en op de uitlopers van de zeekust.
In de bergen van noordelijk Japan kruist de soort zich soms met de verwante Japanse witte den (Pinus parviflora). De hybride (Pinus ×hakkodensis) is doorgaans groter dan Siberische dwergden en kan 8–10 m hoog worden.
... · 
P. albicaulis (asgrijze den) · 
P. aristata (stoppelden) · 
P. balfouriana (vossenstaartden) · 
P. brutia (Turkse den) · 
P. canariensis (Canarische den) · 
P. cembra (alpenden) · 
P. contorta (draaiden) · 
P. densiflora (Japanse rode den) · 
P. halepensis (aleppoden) · 
P. heldreichii (Bosnische den) · 
Pinus hwangshanensis · 
P. jeffreyi (jeffreyden) · 
P. koraiensis (Koreaanse den) · 
P. lambertiana (suikerden) · 
P. longaeva (langlevende den) · 
P. monophylla · 
P. monticola (Amerikaanse witte den) · 
P. mugo (bergden) · 
P. muricata (bishopden) · 
P. nigra (zwarte den) · 
P. nigra subsp. laricio (Corsicaanse den)  · 
P. nigra subsp. nigra (Oostenrijkse den) · 
P. palustris (moerasden) · 
P. parviflora (Japanse witte den) · 
P. peuce (Macedonische den) · 
P. pinaster (zeeden) · 
P. pinea (parasolden) · 
P. ponderosa (gele den) · 
P. pumila (Siberische dwergden) · 
P. radiata (montereyden) · 
P. strobus (weymouthden) · 
P. sibirica (Siberische den) · 
P. sylvestris (grove den) · 
P. thunbergii (Japanse zwarte den) · 
P. wallichiana (tranenden) · 
...